# Amellagou
Amellagou (franska: Amellagou (CR), Amellagou (Commune Rurale), arabiska: أيت هاني) är en kommun i Marocko.   Den ligger i provinsen Errachidia och regionen Drâa-Tafilalet, i den nordöstra delen av landet, 280 km sydost om huvudstaden Rabat. Antalet invånare är 5 273.